# توماش مندژاک
توماش مندژاک (لهستانی: Tomasz Mędrzak؛ زادهٔ ۱۸ دسامبر ۱۹۵۴) بازیگر و کارگردان نمایش اهل لهستان است.
از فیلم‌ها یا مجموعه‌های تلویزیونی که وی در آن‌ها نقش داشته‌است، می‌توان به جمهوری امید، در بادیه و بیابان، در خوشی و سختی و شخص خیلی مهم اشاره نمود.